# ExpressVPN
ExpressVPN là một dịch vụ mạng riêng ảo được cung cấp bởi công ty Express VPN International Ltd, được đăng ký tại Quần đảo Virgin thuộc Anh. Phần mềm này được phân phối trên thị trường dưới dạng Pay-To-Use (Bản tải xuống có sẵn cho toàn bộ mọi người nhưng phải trả tiền để sử dụng) như một công cụ bảo mật và quyền riêng tư, mã hóa lưu lượng truy cập web của người dùng và che giấu địa chỉ IP của họ.
Năm 2022, ExpressVPN được Biên tập viên cả hai trang công nghệ nổi tiếng là TechRadar và Comparitech lựa chọn là sản phẩm đáng dùng nhất.

## Tính năng
Như hầu hết tất cả các ứng dụng VPN khác, để tối ưu hóa, ưu tiên sự riêng tư của người dùng nên ứng dụng đã hộ trợ rất nhiều nền tảng như: Windows, macOS, iOS, Android, Linux và bộ định tuyến.
VPN này sử dụng phương thức mã hóa AES 256 bit để bảo mật lưu lượng truy cập web người dùng. Các giao thức mà ExpressVPN có sẵn bao gồm OpenVPN (với TCP/UDP), SSTP, L2TP/IPSec và PPTP.

### Các máy chủ
Tính đến tháng 7 năm 2020, ExpressVPN đã sở hữu hơn 3.000 máy chủ từ xa tại 160 địa điểm và 94 quốc gia, với số lượng máy chủ lớn nhất ở Brazil, Canada, Hoa Kỳ, Pháp, Đức, Ý, Hà Lan, Tây Ban Nha, Thụy Điển, Thụy Sĩ, Vương quốc Anh, Úc, Hồng Kông, Ấn Độ, Nhật Bản, Singapore, Hàn Quốc và Đài Loan.

## Kiểm duyệt
Vào tháng 7 năm 2017, ExpressVPN đã thông báo trong một bức thư nói rằng Apple đã xóa tất cả các ứng dụng VPN khỏi App Store tại Trung Quốc, một tiết lộ sau đó được tờ New York Times và các tờ báo khác nêu lên. Trả lời câu hỏi của Thượng nghị sĩ Hoa Kỳ, Apple tuyên bố họ đã gỡ bỏ 674 ứng dụng VPN khỏi App Store ở Trung Quốc vào năm 2017 theo yêu cầu của chính phủ Trung Quốc.

## Đón nhận
TorrentFreak đã đưa ExpressVPN trong danh sách so sánh hàng năm của họ về các nhà cung cấp VPN kể từ năm 2015.
Vào ngày 14 tháng 1 năm 2016, ExpressVPN đã bị cựu kỹ sư bảo mật thông tin của Google Marc Bevand chỉ trích vì sử dụng mã hóa yếu. Bevand đã phát hiện ra rằng chỉ có khóa RSA 1024 bit được sử dụng để mã hóa các kết nối của dịch vụ sau khi sử dụng nó để kiểm tra sức mạnh của Great Firewall của Trung Quốc.
Bevand mô tả ExpressVPN là "một trong ba nhà cung cấp VPN thương mại hàng đầu tại Trung Quốc" và khẳng định rằng chính phủ Trung Quốc sẽ có thể đưa các khóa RSA để theo dõi người dùng. Vào ngày 25 tháng 1, ExpressVPN tuyên bố rằng họ sẽ sớm triển khai chứng chỉ CA nâng cấp. Vào ngày 15 tháng 2, Bevand đã viết trong một bản cập nhật rằng ExpressVPN đã báo cáo với anh rằng họ hiện đã chuyển sang khóa RSA 4096 bit.
Trong bài đánh giá được thực hiện bởi biên tập viên Max Eddy của PCMag UK vào tháng 5 năm 2017, dịch vụ đã ghi được 4 trên 5 điểm mấu chốt là mặc dù dịch vụ này không phải là nhanh nhất, nhưng "chắc chắn bảo vệ dữ liệu của bạn khỏi kẻ trộm và gián điệp." Vào tháng 10 năm 2017, TechRadar đã cung cấp dịch vụ 4½ trên 5 sao, gọi đây là "dịch vụ cao cấp với các khách hàng được chế tạo tốt, nhiều lựa chọn địa điểm và hiệu suất đáng tin cậy". PC World đã đánh giá dịch vụ này 3 trên 5 trong bài đánh giá tháng 9 năm 2017 của họ, khen ngợi nó là phần mềm dễ sử dụng trong khi chỉ trích "sự bí mật đằng sau người điều hành công ty". Dịch vụ đã nhận được 4,5 trên 5 sao từ VPNSelector trong bài đánh giá tháng 7 năm 2019 của họ, đưa dịch vụ này lên vị trí đầu tiên trong số các nhà cung cấp VPN.
Vào tháng 12 năm 2017, ExpressVPN đã công bố một dự án Lab Privacy Research Lab, bao gồm các công cụ kiểm tra rò rỉ nguồn mở được phát hành trên GitHub. Các công cụ cho phép người dùng xác định xem nhà cung cấp VPN của họ có bị rò rỉ lưu lượng mạng, DNS hoặc địa chỉ IP thực khi kết nối với VPN hay không, chẳng hạn như khi chuyển từ không dây sang kết nối internet có dây. So sánh thử nghiệm các công cụ với 11 dịch vụ VPN phổ biến và phát hiện rò rỉ trên mọi nhà cung cấp VPN, ngoại trừ ExpressVPN. Tuy nhiên, họ đã làm rõ, để công bằng, ExpressVPN đã xây dựng các công cụ kiểm tra và áp dụng chúng cho ứng dụng VPN của riêng mình trước khi xuất bản bài viết này, do đó, nó đã vá các rò rỉ mà nó đã phát hiện ban đầu.